# Fabrizio Bressan
Fabrizio Bressan (Trieste, 30 agosto 1966) è un giocatore di football americano e allenatore di football americano italiano.

## Carriera

### Carriera da giocatore
Inizia a giocare a football nei Muli Trieste, squadra dove militerà fino al ritiro, nel 1982 dopo aver praticato a livello agonistico l'atletica leggera.
Esordisce in serie A nel 1984 a soli 17 anni come ricevitore, halfback e ritornatore di calci.
Ottiene il riconoscimento come miglior esordiente (rookie of the year) grazie agli ottimi piazzamenti ottenuti nelle statistiche dove risulta primo fra gli italiani nella sezione all purpose.
Anche nei campionati giovanili under-21 ha la possibilità di mettere in mostra tutte le sue caratteristiche di agilità velocità e potenza e stabilisce vari record nei tre anni di giovanile tra cui il record di segnature su kick off return in una stagione e in un'unica partita.
Convocazioni in nazionale prima squadra:
- Europei di Milano (Italia vicecampione);
- Europei di Helsinki (Italia campione);
- Partite dimostrative con college americani.

L'attività agonistica durerà circa dieci anni durante i quali nonostante le molte opportunità, Bressan decide di non abbandonare la squadra dei Muli e diventa un giocatore bandiera

### Carriera da allenatore
Le prime esperienze come tecnico le iniziano preparando alcuni giovanissimi per un torneo federale 7 contro 7 a Firenze e successivamente collaborando con i coordinatori dei settori giovanili.
Sarà invitato a partecipare come istruttore dei runningback in un camp estivo organizzato dalla federazione italiana a Salsomaggiore Terme, al quale partecipano come istruttori d'eccezione anche Boomer Easison e Al Sounders (all'epoca rispettivamente QB dei Cincinnati Bengals, e coach dei San Diego Chargers).
L'anno in cui sarà costretto ad allontanarsi dalle squadre per ragioni di studio e professionali, sarà anche l'anno della prima scissione dei Muli che darà vita agli Stars.
Da quell'anno e per 10 lunghi anni Bressan sarà fuori dall'ambiente del football giocato italiano, anni in cui comunque continua a interessarsi alla tecnica e alla tattica della disciplina.
A dieci anni esatti di distanza Bressan rimette le scarpe da gioco e fa una stagione nei nuovi Muli e disputa il campionato Alpeadria a fianco di Todd Ferguson (coach vicecampione d'Italia con i Dolphins Ancona) dove approfondisce ulteriormente le sue conoscenze che lo porteranno a coordinare l'attacco della giovanile dei Muli nel 2003 poi la prima squadra nel campionato Alpeadria 2004 portando la squadra ad un passo dalla finale.
Nonostante il forte attaccamento alla maglia e ai colori dei Muli, decide nel 2005 di accettare la sfida dei Mustangs Trieste che si impegnano a disputare un campionato italiano con la prospettiva di divulgare tra i giovani questo sport.
È stato fondatore della prima squadra interamente femminile di Flag Football in Italia: le "Pink Ladies". Da questa formazione, dopo vari cambi di casacca, di nome e di staff tecnico nasceranno le "Ranzide" Trieste, che conquisteranno il Campionato Italiano di categoria.